# Juschny (Kasachstan)
Juschnyi (kasachisch Южный) ist eine Siedlung im Gebiet Qaraghandy in Kasachstan.
Der Ort mit 2403 Einwohnern befindet sich 70 km südlich der Gebietshauptstadt im Verwaltungsbezirk Abai.
Postleitzahl: 100118.

## Wirtschaft
In Juschnyi wird Kalkstein abgebaut.